# أكي يندستروم
أكي يندستروم (بالسويدية: Åke Lindström)‏ هو مخرج ومخرج وممثل سويدي، ولد في 22 يوليو 1928 في السويد، وتوفي بنفس المكان في 26 ديسمبر 2002.

## وصلات خارجية
- أكي يندستروم على موقع IMDb (الإنجليزية)
- أكي يندستروم على موقع ألو سيني (الفرنسية)
- أكي يندستروم على موقع ميوزك برينز (الإنجليزية)
- أكي يندستروم على موقع أول موفي (الإنجليزية)
- أكي يندستروم على موقع قاعدة بيانات الأفلام السويدية (السويدية)
- أكي يندستروم على موقع ديسكوغز (الإنجليزية)
- أكي يندستروم على موقع قاعدة بيانات الفيلم (الإنجليزية)
- أكي يندستروم على موقع كينوبويسك (الروسية)